# Jörg Rohde (Schauspieler)

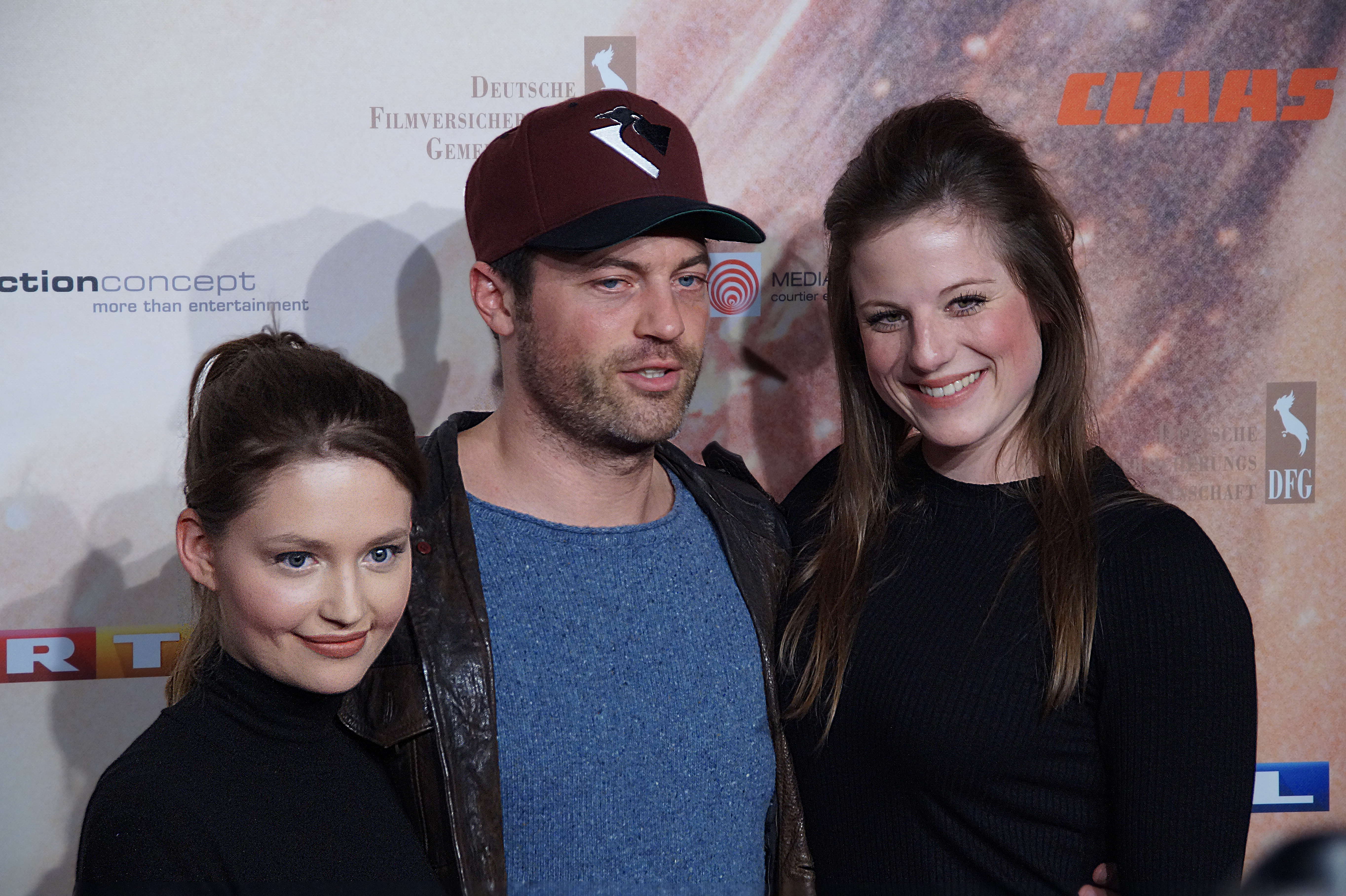
Amrei Haardt, Jörg Rohde und Nora Koppen bei der Premiere der 300. Folge Alarm für Cobra 11, April 2016

Jörg Rohde (* 19. März 1984 in Fritzlar) ist ein deutscher Schauspieler.

## Leben
Rohde wuchs im nordhessischen Fritzlar auf und besuchte die Ursulinenschule Fritzlar, auf der er den Realschulabschluss erlangte. Nach seinem Fachabitur auf der Reichspräsident-Friedrich-Ebert-Schule in Fritzlar ging er zunächst zur Bundeswehr. Eine dort begonnene Ausbildung zum Piloten musste er aus gesundheitlichen Gründen jedoch nach zwei Jahren abbrechen.
Von 2004 bis 2008 absolvierte er eine Schauspielausbildung an der Schauspielschule Kassel. Von 2005 bis 2006 hatte er außerdem Unterricht bei Oscar Ortega Sánchez, mit dem er sich speziell auf Filmrollen vorbereitete.
2006 spielte Rohde in dem Kurzfilm Fliegen und Fallen von Daniel Stieglitz, der mit dem Publikumspreis des Filmfestivals Oldenburg ausgezeichnet wurde. Der Film erhielt außerdem das Prädikat „Wertvoll“ der Filmbewertungsstelle Wiesbaden.
Von 2008 bis 2009 hatte Rohde ein Festengagement als Theaterschauspieler am Jungen Theater Göttingen. In Göttingen trat er unter anderem als Erich Spitta in Die Ratten von Gerhart Hauptmann, als Kasimir in Kasimir und Karoline von Ödön von Horváth und als Scipio in Caligula von Albert Camus auf. Außerdem spielte er 2008 die Rolle des Sven in dem Stück Lieblingsmenschen von Laura de Weck. Auch für die Spielzeit 2009/10 war Rohde ursprünglich wiederum als Ensemblemitglied am Jungen Theater Göttingen engagiert. Da er nach einer Erklärung des Intendanten des Jungen Theaters Göttingen wegen seiner RTL-Dreharbeiten nicht zum Probenbeginn erschien, wurde der Vertrag gelöst.
Seit November 2009 ist Rohde als Ben Steinkamp in einer Hauptrolle in der RTL-Seifenoper Alles was zählt zu sehen. Rohde ist nach Jan Niklas Berg der zweite Darsteller der Filmrolle Ben Steinkamp. Rohde spielt den unehelichen Sohn der Filmrolle Richard Steinkamp, der nach einem Kunststudium in Mailand nach Essen zurückkehrt und einen Job als Designer in der Firma seines Vaters erhält.
Im Frühjahr 2011 beteiligte Rohde sich als Model an der Anti-Jagd-Kampagne „Freiheit statt Freiwild“ der Tierschutz-Organisation PETA.
In der 4. Staffel der ZDF-Serie Heldt (2017) war Rohde in einer Episodenrolle als Zuhälter Kevin Kruppka zu sehen. In der 16. Staffel der ZDF-Serie Notruf Hafenkante (2021) übernahm er eine Episodenrolle als Fußballtrainer einer Jugendmannschaft.
Im Oktober 2020 heiratete Rohde seine langjährige Freundin Nathalie.

## Filmografie
- 2006: Fliegen und Fallen
- seit 2009: Alles was zählt (Hauptrolle) (Soap) als Ben Steinkamp (Roschinski) #2
- 2010: Allein mit Dir (Kurzfilm)
- 2011: Alarm für Cobra 11 – Die Autobahnpolizei (Fernsehserie; Folge: Babyalarm, Nebenrolle)
- 2014: SOKO Köln (Fernsehserie; Folge: Du sollst nicht töten)
- 2017: Heldt (Fernsehserie; Folge: Interne Ermittlung)
- 2021: Notruf Hafenkante (Fernsehserie; Folge: Fußball-Mütter)